# 郭永泰
郭永泰，山西承宣布政使司汾州府介休縣（今山西省介休縣）人，明朝進士、清朝政治人物。

## 生平
崇禎元年（1628年），登進士，授戶部郎中。崇禎十七年（1644年），擔任上林苑監蕃育署署丞。明亡後歸降清朝，仍授原職。